# Sevede och Tunaläns domsagas valkrets
Sevede och Tunaläns domsagas valkrets var under perioden 1867–1911 en av de åtta enmandatsvalkretsarna för landsbygden i Kalmar län vid val till andra kammaren i den svenska riksdagen. Från och med valet 1911 uppgick valkretsen i Kalmar läns norra valkrets. 
Valkretsen omfattade Sevede och Tunaläns domsagas område, som bestod av de två häraderna Sevede och Tunalän.

## Riksdagsmän
- Oscar Hedenberg, lmp (1867–1869)
- Petter Magnus Johansson, lmp (1870–1872)
- Lars Johan Svensson (1873–1875)
- Johan Fredrik Carlsson, lmp 1876–1887, nya lmp 1889 (1876–1890)
- Robert Petersson, nya lmp (1891–1893)
- Hugo Hammarskjöld, nya lmp 1894, lmp 1895–1896 (1894–1896)
- Robert Petersson, lmp (1897–1902)
- Hugo Hammarskjöld, nfr 1906 (1903–1908)
- Charodotes Meurling, lmp (1909–1911)

## Valresultat

### 1896
| Andrakammarvalet i Sverige 1896: Sevede och Tunaläs domsagas valkrets | Andrakammarvalet i Sverige 1896: Sevede och Tunaläs domsagas valkrets | Andrakammarvalet i Sverige 1896: Sevede och Tunaläs domsagas valkrets | Andrakammarvalet i Sverige 1896: Sevede och Tunaläs domsagas valkrets | Andrakammarvalet i Sverige 1896: Sevede och Tunaläs domsagas valkrets |
| Kandidat                                                              | Kandidat                                                              | Röster                                                                | Röster                                                                | Röster                                                                |
| Kandidat                                                              | Kandidat                                                              | Antal                                                                 | %                                                                     | +− %                                                                  |
| --------------------------------------------------------------------- | --------------------------------------------------------------------- | --------------------------------------------------------------------- | --------------------------------------------------------------------- | --------------------------------------------------------------------- |
|                                                                       | Robert Petersson                                                      | 341                                                                   | 54,0                                                                  |                                                                       |
|                                                                       | Hugo Hammarskjöld                                                     | 133                                                                   | 21,1                                                                  |                                                                       |
|                                                                       | Övriga kandidater                                                     | 157                                                                   | 24,9                                                                  | —                                                                     |
| Antal giltiga röster                                                  | Antal giltiga röster                                                  | 631                                                                   |                                                                       |                                                                       |
| Kasserade röster                                                      | Kasserade röster                                                      | 4                                                                     |                                                                       |                                                                       |
| Totalt                                                                | Totalt                                                                | 635                                                                   |                                                                       |                                                                       |

Valdeltagandet var 40,6%.

### 1899
| Andrakammarvalet i Sverige 1899: Sevede och Tunaläs domsagas valkrets | Andrakammarvalet i Sverige 1899: Sevede och Tunaläs domsagas valkrets | Andrakammarvalet i Sverige 1899: Sevede och Tunaläs domsagas valkrets | Andrakammarvalet i Sverige 1899: Sevede och Tunaläs domsagas valkrets | Andrakammarvalet i Sverige 1899: Sevede och Tunaläs domsagas valkrets |
| Kandidat                                                              | Kandidat                                                              | Röster                                                                | Röster                                                                | Röster                                                                |
| Kandidat                                                              | Kandidat                                                              | Antal                                                                 | %                                                                     | +− %                                                                  |
| --------------------------------------------------------------------- | --------------------------------------------------------------------- | --------------------------------------------------------------------- | --------------------------------------------------------------------- | --------------------------------------------------------------------- |
|                                                                       | Robert Petersson                                                      | 258                                                                   | 66,3                                                                  | ▲12,3%                                                                |
|                                                                       | Hugo Hammarskjöld                                                     | 129                                                                   | 33,2                                                                  | ▲12,1%                                                                |
|                                                                       | Övriga kandidater                                                     | 2                                                                     | 0,5                                                                   | —                                                                     |
| Antal giltiga röster                                                  | Antal giltiga röster                                                  | 389                                                                   |                                                                       |                                                                       |
| Kasserade röster                                                      | Kasserade röster                                                      | 2                                                                     |                                                                       |                                                                       |
| Totalt                                                                | Totalt                                                                | 391                                                                   |                                                                       |                                                                       |

Valet ägde rum den 3 augusti 1899. Valdeltagandet var 24,4%.

### 1902
| Andrakammarvalet i Sverige 1902: Sevede och Tunaläs domsagas valkrets | Andrakammarvalet i Sverige 1902: Sevede och Tunaläs domsagas valkrets | Andrakammarvalet i Sverige 1902: Sevede och Tunaläs domsagas valkrets | Andrakammarvalet i Sverige 1902: Sevede och Tunaläs domsagas valkrets | Andrakammarvalet i Sverige 1902: Sevede och Tunaläs domsagas valkrets |
| Kandidat                                                              | Kandidat                                                              | Röster                                                                | Röster                                                                | Röster                                                                |
| Kandidat                                                              | Kandidat                                                              | Antal                                                                 | %                                                                     | +− %                                                                  |
| --------------------------------------------------------------------- | --------------------------------------------------------------------- | --------------------------------------------------------------------- | --------------------------------------------------------------------- | --------------------------------------------------------------------- |
|                                                                       | Hugo Hammarskjöld                                                     | 232                                                                   | 49,8                                                                  | ▲16,5%                                                                |
|                                                                       | Robert Petersson                                                      | 201                                                                   | 43,1                                                                  | ▼23,2%                                                                |
|                                                                       | Övriga kandidater                                                     | 33                                                                    | 7,1                                                                   | —                                                                     |
| Antal giltiga röster                                                  | Antal giltiga röster                                                  | 466                                                                   |                                                                       |                                                                       |
| Kasserade röster                                                      | Kasserade röster                                                      | 0                                                                     |                                                                       |                                                                       |
| Totalt                                                                | Totalt                                                                | 466                                                                   |                                                                       |                                                                       |

Valet ägde rum den 7 september 1902. Valdeltagandet var 29,8%.

### 1905
| Andrakammarvalet i Sverige 1905: Sevede och Tunaläs domsagas valkrets | Andrakammarvalet i Sverige 1905: Sevede och Tunaläs domsagas valkrets | Andrakammarvalet i Sverige 1905: Sevede och Tunaläs domsagas valkrets | Andrakammarvalet i Sverige 1905: Sevede och Tunaläs domsagas valkrets | Andrakammarvalet i Sverige 1905: Sevede och Tunaläs domsagas valkrets |
| Kandidat                                                              | Kandidat                                                              | Röster                                                                | Röster                                                                | Röster                                                                |
| Kandidat                                                              | Kandidat                                                              | Antal                                                                 | %                                                                     | +− %                                                                  |
| --------------------------------------------------------------------- | --------------------------------------------------------------------- | --------------------------------------------------------------------- | --------------------------------------------------------------------- | --------------------------------------------------------------------- |
|                                                                       | Hugo Hammarskjöld                                                     | 551                                                                   | 99,1                                                                  | ▲49,3%                                                                |
|                                                                       | Närmaste kandidat                                                     | 4                                                                     | 0,7                                                                   |                                                                       |
|                                                                       | Övriga kandidater                                                     | 1                                                                     | 0,2                                                                   | —                                                                     |
| Antal giltiga röster                                                  | Antal giltiga röster                                                  | 556                                                                   |                                                                       |                                                                       |
| Kasserade röster                                                      | Kasserade röster                                                      | 0                                                                     |                                                                       |                                                                       |
| Totalt                                                                | Totalt                                                                | 556                                                                   |                                                                       |                                                                       |

Valet ägde rum den 10 september 1905. Valdeltagandet var 33,3%.

### 1908
| Andrakammarvalet i Sverige 1908: Sevede och Tunaläs domsagas valkrets | Andrakammarvalet i Sverige 1908: Sevede och Tunaläs domsagas valkrets | Andrakammarvalet i Sverige 1908: Sevede och Tunaläs domsagas valkrets | Andrakammarvalet i Sverige 1908: Sevede och Tunaläs domsagas valkrets | Andrakammarvalet i Sverige 1908: Sevede och Tunaläs domsagas valkrets |
| Kandidat                                                              | Kandidat                                                              | Röster                                                                | Röster                                                                | Röster                                                                |
| Kandidat                                                              | Kandidat                                                              | Antal                                                                 | %                                                                     | +− %                                                                  |
| --------------------------------------------------------------------- | --------------------------------------------------------------------- | --------------------------------------------------------------------- | --------------------------------------------------------------------- | --------------------------------------------------------------------- |
|                                                                       | Charodotes Meurling                                                   | 453                                                                   | 53,5                                                                  |                                                                       |
|                                                                       | Per Johan Nilsson (höger)                                             | 209                                                                   | 24,7                                                                  |                                                                       |
|                                                                       | Karl August Koch (höger)                                              | 182                                                                   | 21,5                                                                  |                                                                       |
|                                                                       | Övriga kandidater                                                     | 2                                                                     | 0,3                                                                   | —                                                                     |
| Antal giltiga röster                                                  | Antal giltiga röster                                                  | 846                                                                   |                                                                       |                                                                       |
| Kasserade röster                                                      | Kasserade röster                                                      | 8                                                                     |                                                                       |                                                                       |
| Totalt                                                                | Totalt                                                                | 854                                                                   |                                                                       |                                                                       |

Valet ägde rum den 6 september 1908. Valdeltagandet var 47,3%.